# Payakaraopeta
Payakaraopeta là một thị trấn Census Town thuộc huyện Visakhapatnam, bang Andhra Pradesh.